# Louis Comfort Tiffany (Sorolla)
Louis Comfort Tiffany est une peinture à l'huile sur toile de Joaquim Sorolla représentant l'artiste américain Louis Comfort Tiffany. La toile peinte en 1911 est exposée à l'Hispanic Society of America à New York. 
Sorolla voyagea aux États-Unis en 1905 et en 1909 pour y réaliser deux expositions qui lui valurent chacune un triomphe. Louis Tiffany semble avoir choisi son peintre lors de la seconde exposition, en 1909, mais il fallut attendre le retour de Sorolla aux États-Unis pour qu'il puisse le réaliser. Ce fut en 1911, durant un voyage pour la commande de l'Hispanic Society of America, que Sorolla revint en Amérique et qu'il peignit ce tableau dans les jardins de son modèle.
Durant des années le tableau fut exposé à quelques pas du jardin où il a été peint à Laurelton Hall avant que la famille Tiffany en fasse don à Hispanic Society. Il s'agit d'un des plus spectaculaires des 54 portraits peints par Sorolla aux États-Unis